# Distrito de Bacău
Bacău es un distrito (județ) situado hacia el centro-este de Rumanía, en la región histórica de Moldavia. La ciudad capital es Bacău.

## Geografía
El distrito tiene un área total de 6621 km². Limita con el de Vaslui por el este, los de Harghita y Covasna por el oeste, el de Neamț por el norte y el de Vrancea por el sur.
Al oeste del distrito se levantan las montañas de los Cárpatos Orientales, donde, a lo largo de los valles de los ríos Oituz y Trotuș se extienden dos importantes rutas de enlace entre Transilvania y Moldavia. Hacia el este, la altura decrece hasta alcanzar el punto más bajo en el cauce del río Siret que corre de norte a sur a través del centro del distrito. En el extremo este se extiende la meseta moldava, cortada por numerosos ríos de corto curso. 

## Demografía
En 2002, contaba con una población de 706 623 habitantes, y una densidad de 113 hab./km².
La mayoría de la población es de origen rumano (más del 90 %). Este distrito, es el único ubicado fuera del arco de los Carpatos, que cuenta con un número importante de habitantes de origen húngaro. De acuerdo con el censo de 2002, los húngaros de la etnia csángó (en rumano: Ceangăi) forman una pequeña minoría de 51 130 personas, o el 10 % de la población. Otras estimaciones elevan hasta 70 000 la cifra total de húngaros csángó. Otra minoría importante son los roma (gitanos).

## Economía
Siendo una de las regiones más industrializadas durante el periodo comunista, el distrito de Bacău mantiene hoy su condición de ser el centro industrial más importante de la región de Moldavia, distinguiéndose las dos grandes refinerías de petróleo ubicadas junto a las ciudades de Onești y Dărmănești. Tras el colapso del régimen comunista, Bacău continuó aportando las principales cifras al producto interior bruto de la región, sin embargo, el distrito atrajo mayor atención debido a los controvertidos personajes envueltos en la economía local, que por la producción propiamente dicha.
Las principales actividades industriales constituyen:
- La industria petroquímica;
- La industria alimenticia;
- La industria de los materiales de construcción;
- La industria maderera y del papel;
- La industrial textil;
- La industria de los componentes mecánicos;
- La industria aeronáutica;

El distrito de Bacău cuenta con importantes reservas de petróleo y sal. También se explota el carbón. 

## Turismo
Los principales destinos turísticos son las ciudades de Bacău y Onești. 
Lugares turísticos: 
- Slănic Moldova;
- Poiana Sărată;
- Târgu Ocna;
- Poiana Uzului.

## Divisiones administrativas
El distrito tiene 3 ciudades con estatus de municipiu, 5 ciudades con estatus de oraș y 85 comunas.

### Ciudades con estatus demunicipiu
- Bacău
- Moinești
- Onești

### Ciudades con estatus deoraș
- Buhuși
- Comănești
- Dărmănești
- Slănic Moldova
- Târgu Ocna

### Comunas
- Agăș
- Ardeoani
- Asău
- Balcani
- Berești-Bistrița
- Berești-Tazlău
- Berzunți
- Bârsănești
- Blăgești
- Bogdănești
- Brusturoasa
- Buciumi
- Buhoci
- Cașin
- Căiuți
- Cleja
- Colonești
- Corbasca
- Coțofănești
- Dămienești
- Dealu Morii
- Dofteana
- Faraoani
- Filipeni
- Filipești
- Găiceana
- Ghimeș-Făget
- Gârleni
- Glăvănești
- Gioseni
- Gura Văii
- Helegiu
- Hemeiuș
- Huruiești
- Horgești
- Izvoru Berheciului
- Itești
- Letea Veche
- Lipova
- Livezi
- Luizi-Călugăra
- Măgirești
- Măgura
- Mănăstirea Cașin
- Mărgineni
- Motoșeni
- Negri
- Nicolae Bălcescu
- Odobești
- Oituz
- Oncești
- Orbeni
- Palanca
- Parava
- Pâncești
- Parincea
- Pârgărești
- Pârjol
- Plopana
- Podu Turcului
- Poduri
- Prăjești
- Racova
- Răcăciuni
- Răchitoasa
- Roșiori
- Sascut
- Sănduleni
- Sărata
- Săucești
- Scorțeni
- Secuieni
- Solonț
- Stănișești
- Strugari
- Ștefan cel Mare
- Tamași
- Tătărăști
- Târgu Trotuș
- Traian
- Ungureni
- Urechești
- Valea Seacă
- Vultureni
- Zemeș

## Política
Bacău alcanzó fama al elegir a Ilie Ilașcu del Partido Gran Rumania como senador, mientras este último se encontraba en prisión en Transnistria.[cita requerida]